# 朴東勳
朴東勳（박동훈，英文名），美國人權活動人士、基督教傳教士。他生於美國加利福尼亞州，是韓裔美國人，留言稱為傳教和改善北韓人權，自願進入北韓，並預早公開表示拒絕美國政府救助，於2009年12月25日上午5時經图们江進入，後被北韓所捕。他已在2010年2月6日獲釋，後來聲稱受到性拷問，出現後遺症，住進了精神病院。